# Pseudophasma brachypterum
Pseudophasma brachypterum är en insektsart som först beskrevs av Carl von Linné 1763.  Pseudophasma brachypterum ingår i släktet Pseudophasma och familjen Pseudophasmatidae. Inga underarter finns listade i Catalogue of Life.